# Mbio
Pour les articles homonymes, voir Mbio (homonymie).
Mbio (ou Mbiu, Mbie, Mbiowu) est une localité du Cameroun située dans la Région du Sud-Ouest et le département de Manyu. Elle est rattachée administrativement à l'arrondissement de Upper Bayang (Tinto Council) et au canton de Bachuo Akagbe.

## Population
La localité comptait 62 habitants en 1953, puis 156 en 1967, des Banyang.
Lors du recensement de 2005, on y a dénombré 131 personnes.